# Sony Ericsson P1i

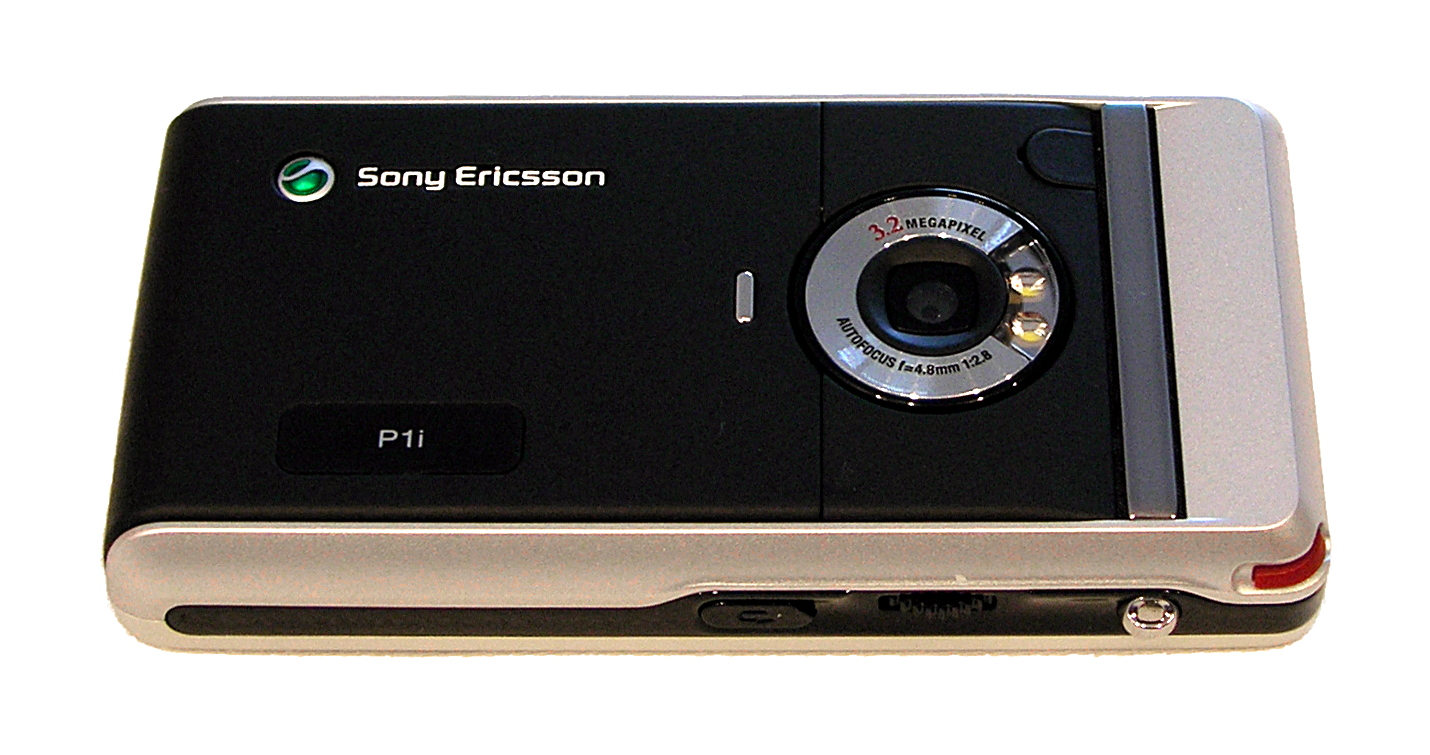

Sony Ericsson P1i är efterföljaren till P990i och är en så kallad smartphone. Även denna telefon baseras på UIQ 3 och Symbian OS 9.1. I designen påminner den mycket om M600i. Telefonen lanserades 8 maj 2007. Den hamnade i topp i en rankning som greenpeace gjort över datorer och mobiltelefoner. 

## Specifikationer

### Huvudegenskaper
- Pekskärm
- Tangentbord
- Push e-mail
- WLAN

### Display
- 262 144 färgers TFT
- 240x320 pixel

### Ljud
- 40 stämmors polyfoniskt

### Minne
- 160 MB inbyggt
- Memory Stick Micro (M2)

### Nät
- GSM 900
- GSM 1800
- GSM 1900
- UMTS

### Mått och vikt
- 106 x 55 x 17 mm
- 124 g

### Färger
- Silver Black